# Lonicera angustifolia
Lonicera angustifolia là một loài thực vật có hoa trong họ Kim ngân. Loài này được Wall. ex DC. mô tả khoa học đầu tiên năm 1830.